# TSV Morsum
Der Turn- und Sportverein Morsum e. V. ist ein deutscher Sportverein mit Sitz im Ortsteil Morsum, der niedersächsischen Gemeinde Thedinghausen im Landkreis Verden. Der Verein ist besonders für seine Damen Handball-Mannschaft bekannt, welche sich für die Saison 2004/05 und 2005/06 für den DHB-Pokal qualifizierte.

## Geschichte

### Gründung bis 1960er Jahre
Der Verein wurde am 12. Oktober 1913, ursprünglich noch als Männerturnverein Morsum, gegründet. Die Handball-Abteilung entsteht im Jahr 1947, welche ab der Spielzeit 1946/47 auch gleich mit einer Herren- und einer Jugend-Mannschaft am Spielbetrieb teilnehmen sollte. Zu dieser Zeit wird sich noch auf Großfeldhandball beschränkt. Die Herren-Mannschaft spielt befindet sich in der Saison 1949/50 dann in der zweiten Kreisklasse. Ein paar Jahre danach werden auch erstmals Turniere in der Halle durchgeführt. Im Jahr 1963 gelingt schließlich auf dem Großfeld der Kreismeistertitel, in der Halle folgte dieser Titel dann ein Jahr später. Somit spielte die erste Mannschaft im Großfeld im Jahr 1965 in der Bremer Bezirksklasse. Im selben Jahr wird auch die erste Damen-Mannschaft gegründet, welche in der Halle am Ende der Saison 1970/71 dann auch Kreismeister wird.

### 1970er und 1980er Jahre
Die Spielzeit 1975/76 beendet die Männer-Mannschaft schließlich mit dem Aufstieg aus der Kreisliga in die Bezirksliga. Durch immer mehr aktive Handballer steigt die Abteilung im Jahr 1978 zur größten Abteilung im Verein auf. Die Spielzeit 1979/80 bestreitet die Herren-Mannschaft dann erstmals in der Verbandsliga. Die Frauen erreichen schließlich im Jahr 1981 ein weiteres Mal den Kreismeistertitel und steigen damit in die Bezirksklasse auf. Der nächste Aufstieg der Männer steht am Ende der Saison 1981/82 dann in die Oberliga Nordsee an. Damit positioniert sich die Mannschaft hinter dem damals in der 2. Bundesliga spielenden TSV Verden als zweitstärkster Handball-Verein im Landkreis. In der Oberliga Nordsee können sich die Herren dann auch sieben Jahre lang halten. Die Damen gelingt in der Saison 1983/84 schließlich ebenfalls der Aufstieg in die Verbandsliga. Damit positionieren sich auch die Damen des Vereins hinter dem TV Oyten als zweitstärkste Mannschaft im Kreis Verden. Die Abstiegssaison der Männer 1988/89, bedeutete für die Damen zugleich aber auch die Saison an dessen Ende die Mannschaft den Aufstieg in die Oberliga Nordsee erreichen sollte. Damit lösten die Damen, die Herren als stärkste Mannschaft innerhalb des Vereins ab.

### Heutige Zeit
Die Herren konnten sich dann im Jahr 1990 aber auch nicht mehr in der Verbandsliga halten und mussten in die Bezirksklasse runter. Auch die Damen mussten wieder in die Verbandsliga runter. Nachdem die Männer wieder aufsteigen konnten. Spielten die Damen- und die Herren-Mannschaft bis zum Jahr 1993 in der Verbandsliga. Von da an wechselt sich die Klassenzugehörigkeit der Damen immer wieder zwischen Oberliga und Verbandsliga, die Männer wechseln daneben nun stets zwischen Kreis- und Bezirksliga. Den Damen sollte in dieser Zeit der größte Vereinserfolg gelingen. Erstmals in der Saison 2004/05 qualifizierte sich die Mannschaft für den DHB-Pokal, in der 1. Runde treffen die TSV-Damen hier zuhause auf den MTV Herzhorn, gegen welche sie knapp mit 20:23 unterliegen. Eine Spielzeit später gelang die zweite Qualifikation. Diesmal traf die Mannschaft auf den TSV Ellerbek, erneut endete die Teilnahme nach einer knappen 28:30-Niederlage in der 1. Runde.
Im Jahr 2006 zieht sich die Männer-Mannschaft schließlich aus der Landesliga zurück und fällt damit wieder in die Kreisliga zurück. Nach einer kurzen Zeit der Findung, gelingt dann ab 2009 wieder eine Aufstiegsserie an dessen Ende die Mannschaft ab 2012 wieder in Verbandsliga spielte. Die Damen befanden sich zu dieser Zeit in der Landesliga. Zurzeit spielt die Damen-Mannschaft ebenfalls in der Landesliga Nord/Ost. Die Männer-Mannschaft spielt mittlerweile in der Regionsliga Niedersachsen-Mitte.